# Szczepanki (województwo warmińsko-mazurskie)
Szczepanki (niem. Sczepanken) – wieś w Polsce położona w województwie warmińsko-mazurskim, w powiecie giżyckim, w gminie Wydminy.
W latach 1975–1998 miejscowość położona była w województwie suwalskim.
W pobliżu wsi znajduje się rezerwat Łąki Staświńskie, który obejmuje duży kompleks łąk na wilgotnych siedliskach.

## Historia
Wieś założył 23 maja 1495 komtur z Pokarmina Melchior Köchler von Schwansdorf, który nadał tu 10 włók braciom Stefanowi, Janowi i Stańkowi na utworzenie majątku służebnego. W roku 1533 stwierdzono tu nadwyżkę 6 włók w stosunku do nadania z 1495 roku. Wówczas starosta giżycki Fryderyk zu Heydeck sprzedał te włóki braciom Michałowi, Piotrowi i Szymonowi. Majątek w Szczepankach był powiększany jeszcze w latach 1616 i 1644.
Historyczna nazwa miejscowości została zmieniona w okresie tzw. chrztów hitlerowskich na Tiefen (w lipcu 1938).
Według spisu z 17 maja 1939 roku Szczepanki miały 214 mieszkańców i zajmowały obszar 632 ha. 
Wieś wyludnioną w końcu II wojny światowej wkrótce zasiedlili przybysze z różnych stron, w tym w 1947 roku duża grupa ludności ukraińskiej. 
W latach 1954–1972 Szczepanki podlegały administracyjnie Gromadzkiej Radzie Narodowej w Wydminach, a potem Urzędowi Gminy w Wydminach. W roku 1970 w Szczepankach mieszkało 139 osób. We wsi było 27 gospodarstw chłopskich o łącznej powierzchni 307 ha.